# Coloni (automobilismo)
La Coloni è una scuderia automobilistica che ha gareggiato anche in Formula 1 dal Campionato mondiale di Formula 1 1987 al 1991 e fondata da Enzo Coloni.

## Formula 1

### Antefatti (1982-1986)

Nicola Larini su Dallara 386 del team Coloni nella vittoriosa stagione 1986 della F3 italiana.

Dopo aver finalmente conquistato il titolo italiano di Formula 3 nel 1982, Enzo Coloni decise di concludere la propria carriera per dedicarsi esclusivamente al ruolo di team manager. Avendo un certo fiuto nello scovare talenti, i primi anni del Team Coloni di F3 furono all'insegna del successo: nel 1983 vinse il titolo italiano con Ivan Capelli, nel 1984 addirittura vinse sia il titolo Europeo (sempre con Capelli) che quello italiano con Santin. Nel 1986 dominò ancora il Campionato con il duo Nicola Larini e Marco Apicella (Larini vincitore), e contemporaneamente gettò le basi per un clamoroso debutto in F1.

### 1987
Per il 1987 era previsto un regolamento F1 che favoriva il ritorno dei motori aspirati e questo fece modo che diversi team provenienti dalla F3000 e dalla F3 tentassero l'avventura nella massima formula.
La Coloni FC187 era un progetto semplice, creato dall'ing. Roberto Ori (ex-Dallara) che progettò una macchina, simile a una vettura di Formula 3, e spinto dal motore Ford Cosworth DFZ. Il debutto fu nel Gran Premio d'Italia a Monza nel 1987, ma già nei primi giri si verificarono inconvenienti per problemi di gioventù e di messa a punto. Chi ebbe la difficile missione di guidare la macchina fu Nicola Larini, che risultò due secondi più lento dell'ultimo qualificato.
Già in Spagna però Larini riuscì a qualificarsi per la gara, davanti alle vetture della Osella. Ma l'avventura durò solo sette giri, visto che il pilota italiano rimase appiedato a causa della trasmissione. Dopo questa gara la squadra, come previsto, non partecipò alle gare finali extraeuropee del campionato 1987, concentrando le sue forze per l'anno 1988.

### 1988

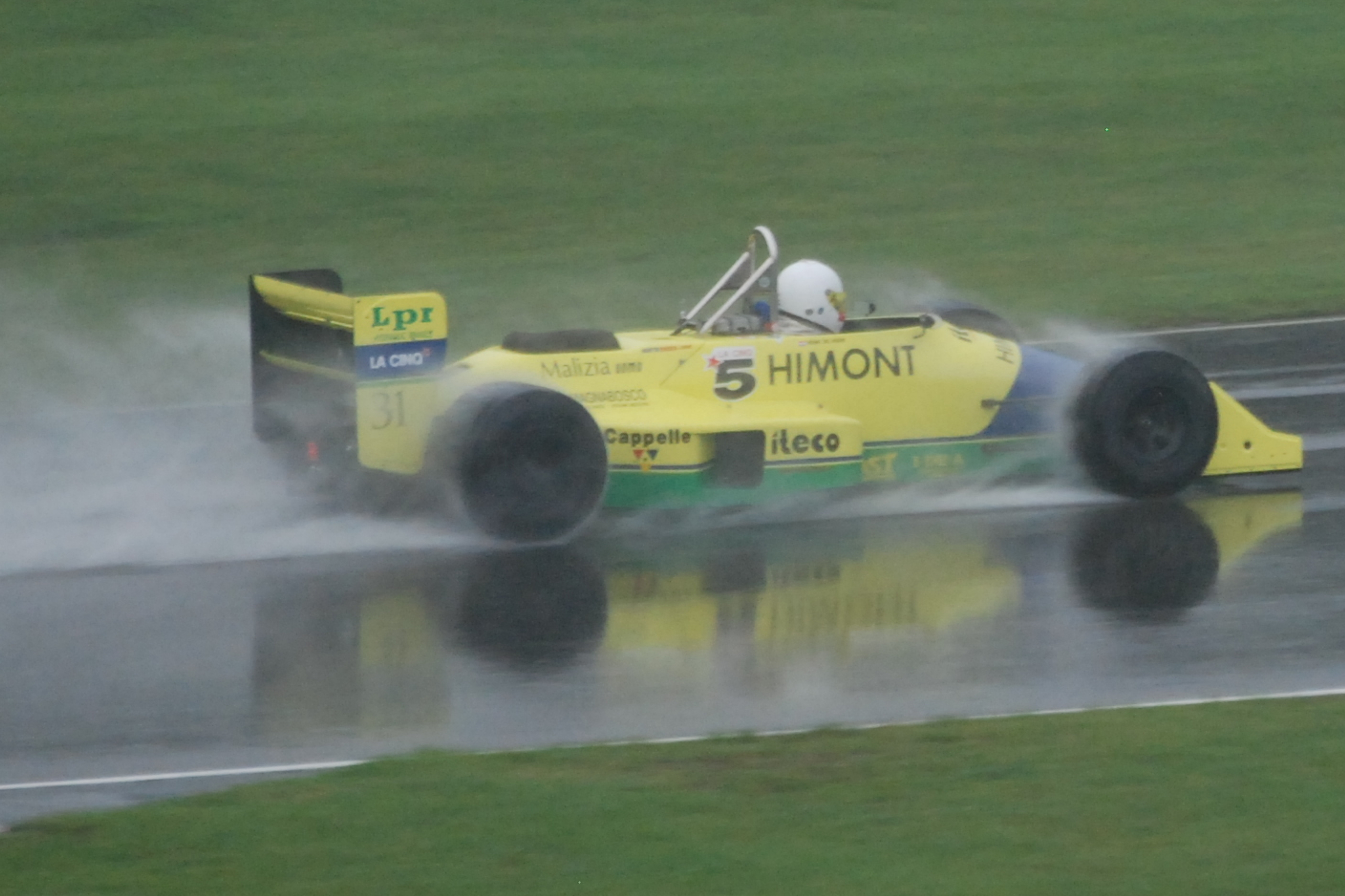
Coloni FC188 (qui nel 2008).

Mantenendo fede al principio di ingaggiare solo piloti di talento, per il 1988 il piccolo team italiano prese Gabriele Tarquini, che era praticamente al debutto in F1 avendo corso con una Osella solo il GP di San Marino del 1987. La vettura era un'evoluzione di quella della stagione precedente con il passo più lungo di 20 mm, sospensione anteriore rivista e cofano motore ridisegnato. Il regolamento del 1988 limitava ancora di più i motori turbo (che comunque dominarono), dando un taglio al gap che si era creato con gli aspirati, ed in particolare quello della Coloni, un Cosworth DFZ che erogava circa 585 cavalli, era il meno performante in griglia. Inoltre gli iscritti passarono dai 26-27 a 31 creando lo scoglio delle pre-qualifiche. Ma la Coloni FC 188 riuscì ad essere nel lotto dei 26 partenti per ben otto volte, riuscendo in alcune gare ad ottenere anche dei risultati sorprendenti, come l'ottavo posto al gran premio del Canada. Da notare che al gran premio del Belgio il team si presentò con soli 7 meccanici e ciò nonostante fece una delle migliori gare della stagione.

### 1989
Malgrado un contratto triennale, la Coloni perse prima dell'inizio dell'anno il principale sponsor (la Himont del gruppo Montedison) e questo ebbe ripercussioni sul team. Si decise comunque di proseguire iscrivendo due vetture: fu ingaggiato il campione in carica della F3000 e collaudatore della Ferrari Roberto Moreno, più il giovane francese Pierre-Henri Raphanel, appoggiato da un pool di sponsor francesi. Fu proibito il motore turbo e di colpo ai nastri di partenza si presentarono 40 monoposto. Per molti piloti la qualificazione non solo alla gara ma anche alle prove diventò un ostacolo insormontabile. Alla Coloni l'impresa riuscì solo in quattro occasioni in tutto l'anno, generalmente con il solo Moreno; il miglior risultato fu a Montecarlo quando si qualificarono entrambe le vetture.

### 1990

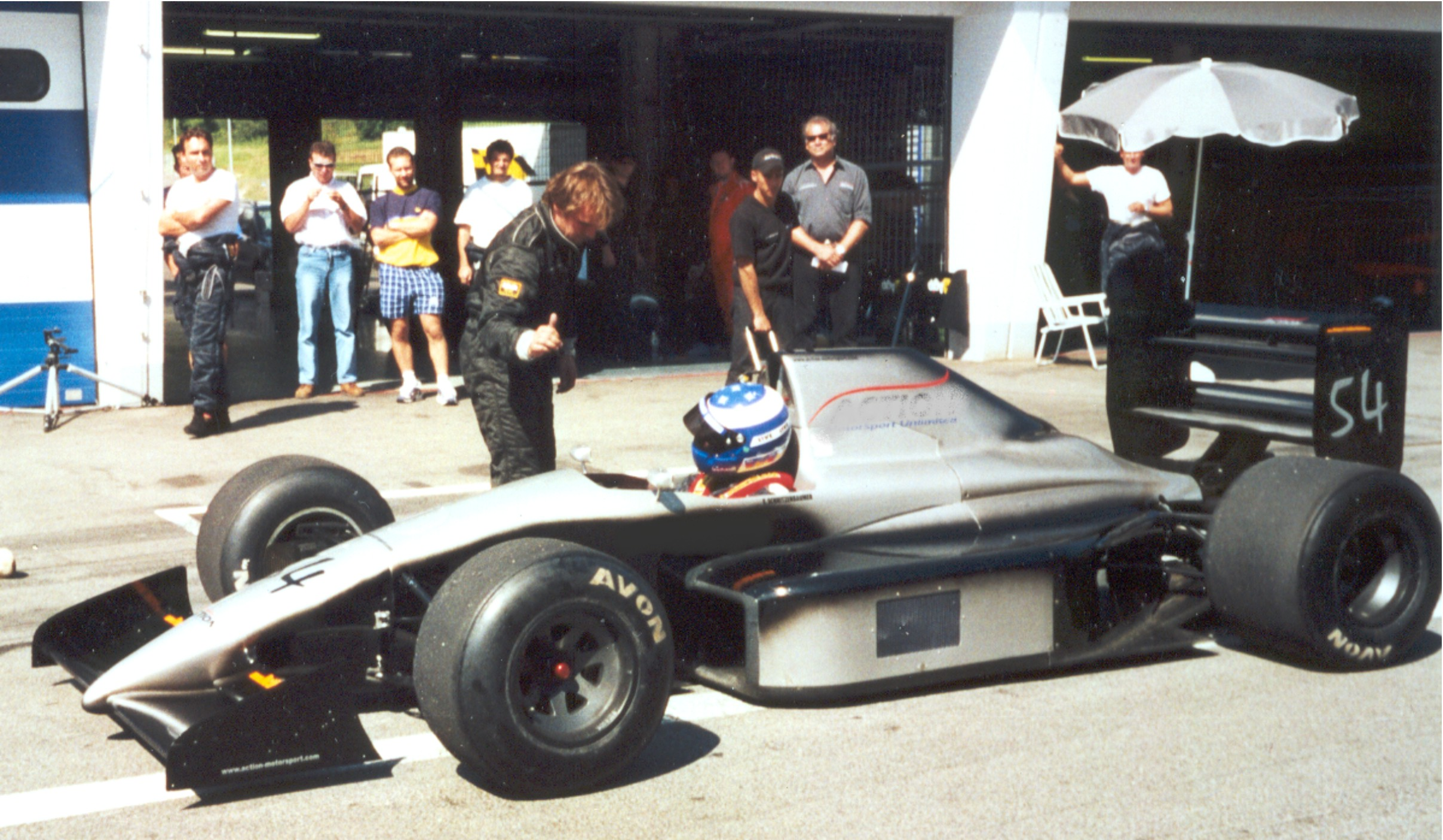
Coloni C3 (qui nel 2001).

Il 1990 doveva essere l'anno della svolta: il desiderio di Coloni di associarsi ad un grande costruttore per fare diventare il team veramente competitivo sembrava essersi realizzato grazie all'accordo stipulato con la Subaru, che aveva appositamente commissionato alla Motori Moderni dell’ingegner Carlo Chiti (già tecnico di Ferrari e Alfa Romeo) il propulsore “1235” a 12 cilindri contrapposti. Incassato il rifiuto di Johnny Herbert, la macchina venne affidata al belga Bertrand Gachot.
La stagione si rivelò tuttavia travagliata: il motore, pesante e poco performante (e non migliorabile, complice l’inesistente contributo finanziario della Subaru), impedì a lungo di passare il “taglio” delle pre-qualifiche, ove la Coloni pagava distacchi notevoli e talvolta marcava tempi superiori anche a quelli delle monoposto di Formula 3000.
Preso atto di ciò, Coloni risolse l’accordo con Subaru (che prevedeva anche una quota azionaria in mano ai giapponesi) e ripiegò su un più collaudato motore Ford, con cui, pur riuscendo a passare senza problemi le pre-qualifiche, non raggiunse mai comunque il novero delle 26 auto ammesse alla partenza.

### 1991
Il 1991 fu l'ultimo della Coloni in F1. Fu ingaggiato Pedro Chaves, il campione in carica della F3000 inglese, e nella prima gara stagionale a Phoenix stupì tutti con un ottimo tempo durante le pre-qualifiche. Il pilota portoghese forzò troppo e uscì di pista. Il danno  benché non troppo grave, gli impedì di entrare nei top 30 delle qualifiche. Fu l'ultimo lampo della Coloni. Da lì in poi i distacchi con le altre vetture che dovevano fare le pre-qualifiche (erano in 8 per 4 posti, ma due team erano la debuttante Jordan e la Dallara che praticamente lasciarono le briciole agli altri) furono sempre più alti. Dopo il Gp del Portogallo Chaves abbandonò la squadra che, dopo aver saltato il GP di Spagna, disputò gli ultimi 2 gp con Naoki Hattori. A fine anno si ritirò dalla Formula 1, cedendo le sue proprietà ad Andrea Sassetti, che fondò la Andrea Moda Formula.

## Dopo la Formula 1
La squadra decise così di lasciare la Formula 1, ma non le corse, continuando a correre in Formula 3000 e in seguito in GP2 Series con buoni risultati, con la squadra Fisichella Motor Sport, in società col pilota di Formula Uno Giancarlo Fisichella.
Dal 2005 il team ha organizzato la Euroseries di F3000, oltre che il campionato italiano, preparando le vecchie Lola a motore Zytek. In seguito verranno impiegate le Lola ex A1 Grand Prix modificate con il motore portato a una potenza di 550 cavalli. Per il vincitore del campionato era in palio una stagione gratuita con il team FMSI in GP2 Series.
Dal 2010 Enzo e Paolo Coloni riprendono il controllo totale del team dal quale escono Giancarlo Fisichella e il suo manager Enrico Zanarini e la loro Coloni Motorsport gestisce il campionato Auto GP che ha sostituito le Euroseries.

### GP2 Asia 2011
Piloti:
- Michael Herck
- James Jakes
- Luca Filippi

In questa stagione il team arriva ottavo tra i team, con 9 punti conquistati.

### GP2 Series 2011
Accanto ad Herck, come compagno di squadra viene scelto Davide Rigon, mentre Filippi passa alla Super Nova. Dopo la gara di Barcellona, Kevin Ceccon prende il posto di Davide Rigon, vittima di un incidente nella gara precedente. Nel weekend del Nürburgring Adam Carroll prende il posto di Luca Filippi alla Super Nova Racing; il piemontese passa, così, alla Coloni al posto di Kevin Ceccon. Il team ottiene un sesto posto in classifica costruttori, con 46 punti, e Luca Filippi sarà vicecampione della serie, con una seconda parte di campionato in cui è il pilota a conquistare più punti di tutti, più di Grosjean, che alla fine sarà campione.

## Risultati in F1
| Anno | Vettura | Motore            | Gomme | Piloti |  |  |  |  |  |  |  |  |  |  |    |  |     |  |  |  | Punti | Pos. |
| ---- | ------- | ----------------- | ----- | ------ |  |  |  |  |  |  |  |  |  |  | -- |  | --- |  |  |  | ----- | ---- |
| 1987 | FC187   | Ford-Cosworth DFZ | G     | Larini |  |  |  |  |  |  |  |  |  |  | NQ |  | Rit |  |  |  | 0     |      |

| Anno | Vettura | Motore            | Gomme | Piloti   |     |     |     |    |   |     |     |     |     |    |     |    |    |     |     |    | Punti | Pos. |
| ---- | ------- | ----------------- | ----- | -------- | --- | --- | --- | -- | - | --- | --- | --- | --- | -- | --- | -- | -- | --- | --- | -- | ----- | ---- |
| 1988 | FC188   | Ford-Cosworth DFZ | G     | Tarquini | Rit | Rit | Rit | 14 | 8 | NPQ | NPQ | NPQ | NPQ | 13 | Rit | NQ | 11 | NPQ | NPQ | NQ | 0     |      |

| Anno | Vettura     | Motore   | Gomme | Piloti    |     |     |     |     |     |     |     |     |     |     |     |     |     |     |     |     | Punti | Pos. |
| ---- | ----------- | -------- | ----- | --------- | --- | --- | --- | --- | --- | --- | --- | --- | --- | --- | --- | --- | --- | --- | --- | --- | ----- | ---- |
| 1989 | FC188B e C3 | Ford DFR | P     | Moreno    | NQ  | NQ  | Rit | NQ  | NQ  | Rit | NQ  | Rit | NPQ | NPQ | NPQ | NPQ | Rit | NPQ | NPQ | NPQ | 0     |      |
| 1989 | FC188B e C3 | Ford DFR | P     | Raphanel  | NPQ | NPQ | Rit | NPQ | NPQ | NPQ | NPQ | NPQ | NPQ | NPQ |     |     |     |     |     |     | 0     |      |
| 1989 | FC188B e C3 | Ford DFR | P     | Bertaggia |     |     |     |     |     |     |     |     |     |     | NPQ | NPQ | NPQ | NPQ | NPQ | NPQ | 0     |      |

| Anno | Vettura   | Motore                 | Gomme | Piloti |     |     |     |     |     |     |     |     |     |     |    |    |    |    |    |    | Punti | Pos. |
| ---- | --------- | ---------------------- | ----- | ------ | --- | --- | --- | --- | --- | --- | --- | --- | --- | --- | -- | -- | -- | -- | -- | -- | ----- | ---- |
| 1990 | C3B e C3C | Subaru 1235 e Ford DFR | G     | Gachot | NPQ | NPQ | NPQ | NPQ | NPQ | NPQ | NPQ | NPQ | NPQ | NPQ | NQ | NQ | NQ | NQ | NQ | NQ | 0     |      |

| Anno | Vettura | Motore   | Gomme | Piloti  |     |     |     |     |     |     |     |     |     |     |     |     |     |  |     |     | Punti | Pos. |
| ---- | ------- | -------- | ----- | ------- | --- | --- | --- | --- | --- | --- | --- | --- | --- | --- | --- | --- | --- |  | --- | --- | ----- | ---- |
| 1991 | C4      | Ford DFR | G     | Chaves  | NPQ | NPQ | NPQ | NPQ | NPQ | NPQ | NPQ | NPQ | NPQ | NPQ | NPQ | NPQ | NPQ |  |     |     | 0     |      |
| 1991 | C4      | Ford DFR | G     | Hattori |     |     |     |     |     |     |     |     |     |     |     |     |     |  | NPQ | NPQ | 0     |      |

| Legenda | 1º posto     | 2º posto | 3º posto    | A punti         | Senza punti/Non class.  | Grassetto – Pole position Corsivo – Giro più veloce |
| Legenda | Squalificato | Ritirato | Non partito | Non qualificato | Solo prove/Terzo pilota | Grassetto – Pole position Corsivo – Giro più veloce |